# Genderkingen
Genderkingen là một đô thị ở huyện Donau-Ries trong bang Bayern nước Đức. Đô thị Genderkingen có diện tích 11,67 km².